# Ramiro Georgescu
Ramiro Georgescu (Nagyvárad, 1982. november 27. –) román válogatott vízilabdázó, a magyar bajnokságban is játszott.
Jobbkezes, bal átlövő poszton játszik. Első csapata a Crişul Oradea volt. Többszörös román bajnok. Részt vett a 2012-es londoni olimpián, valamint világ- és Európa-bajnokságokon.